# کانتینر

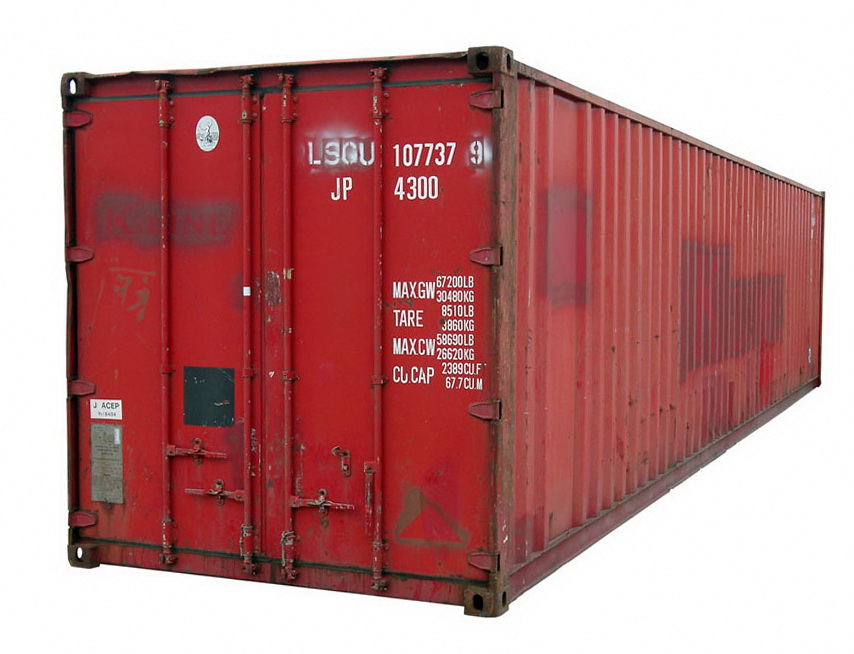
یک کانتینر حمل و نقل ۴۰ فوتی (۱۲٫۱۹ متری). هر هشت گوشه دارای اتصالات پیچشی ضروری برای بلند کردن، انباشته کردن و محکم کردن است.

کانتینر حمل و نقل (به انگلیسی: shipping container) که گاهی «کانتینر کشتی» هم نامیده می‌شود، جعبه فلزی بزرگی است با ابعاد استاندارد که کالا در آن قرار داده می‌شود و آن را به وسیله قطار یا کشتی یا هواپیما یا کامیون حمل می‌کنند؛ این واژه به کامیونی که چنین جعبه‌ای را حمل می‌کند نیز گفته می‌شود. ترابری به‌وسیله بارگنج‌ها را بارگنج‌بری (Containerization) می‌نامند. بارگنج بری سامانه‌ای چندگانه (intermodal) برای ترابری کالاست یعنی دارای ایستگاه‌هایی است که در آن‌ها می‌توان از یک شیوه ترابری به شیوه دیگر منتقل شد. به این‌گونه ایستگاه‌ها، ایستگاه‌های چندگانه می‌گویند. در بارگنج‌بری، از بارگنج‌های استاندارد ایزو استفاده می‌شود. این بارگنج‌های استاندارد قابل بارگیری در کشتی‌ها، واگن‌ها و کامیون‌ها هستند. سه درازای استاندارد برای بارگنج‌ها وجود دارد:۶ و ۱۲ متر طول در عرض ۲/۵.
کشتی‌ها از نظر نوع کاربری دارای انواع مختلفی هستند که هر کدام برای یک نوع خاص از کالا مورد استفاده قرار می‌گیرد.
امروزه حجم بسیار زیادی از کالاها از طریق کشتی حمل می‌شود و دلایل اصلی آن عبارت هستند از؛ محافظت کالا در برابر حوادث طبیعی از جمله باران و آفتاب، محافظت کالا در برابر سرقت در طول مسیر حمل، راحتی تخلیه و بارگیری، راحتی صفافی یا دسته‌بندی کردن کشتی در محوطه‌ها و کشتی، استفاده بهتر از فضای کشتی و انبار و بارشماری راحت.

## انواع کانتینر
- کانتینر ۲۰ فوت استاندارد
- کانتینر ۴۰ فوت استاندارد
- کانتینر ۲۰ فوت روباز
- کانتینر ۴۰ فوت روباز
- کانتینر پهلو باز
- کانتینر تاشو
- کانتینر مخزن و تانکر
- کانتینر حمل هوایی
- کانتینر یخچالی

## استاندارهای شماره‌گذاری
استاندارد ایزو ۶۳۴۶، استاندارد بین‌المللی شماره گذاری و شناسایی بارگنج‌ها می‌باشد.

## نگارخانه

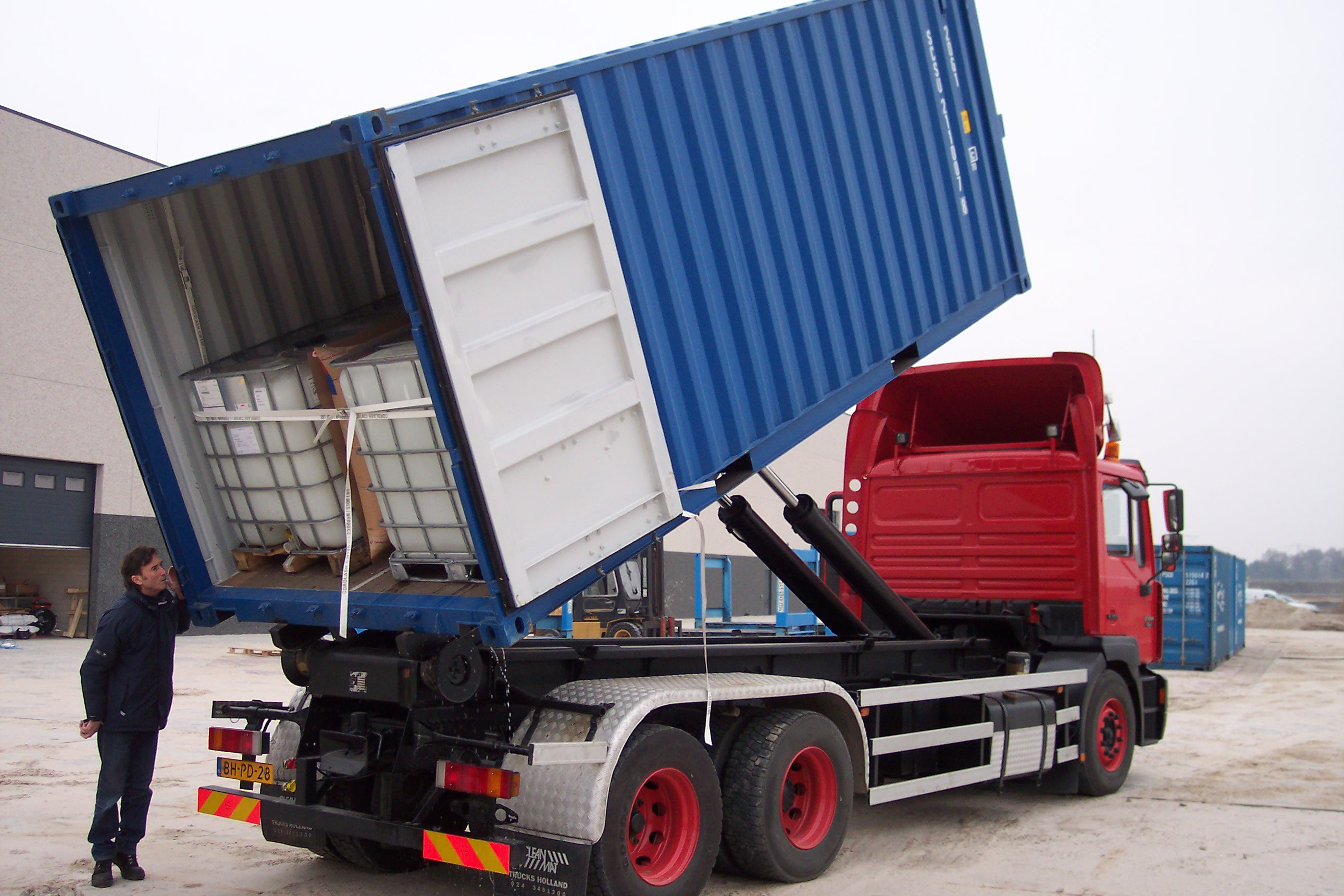
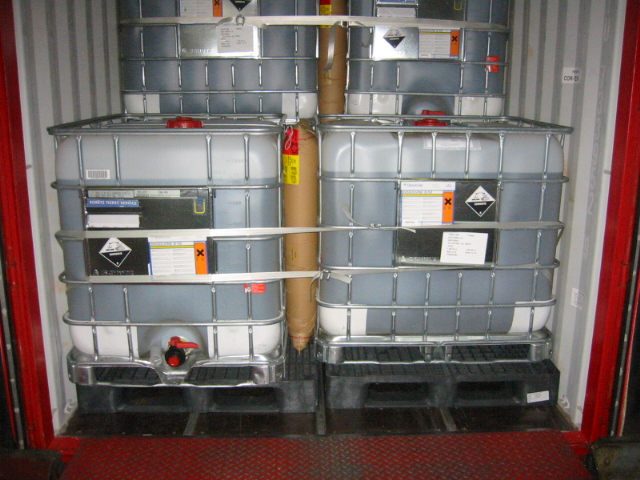
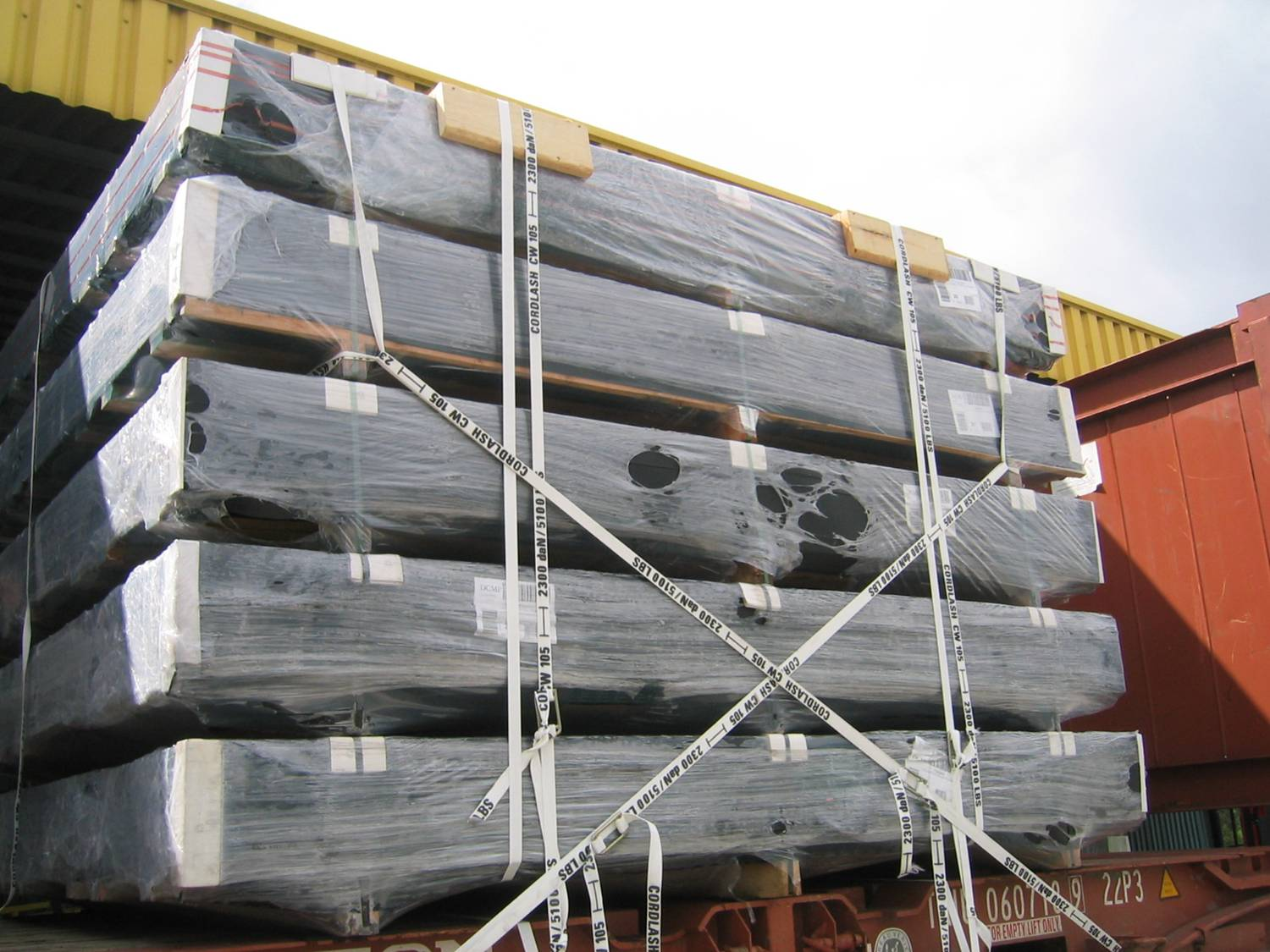